# Sugoroku
Il termine sugoroku (雙六 o 双六) (letteralmente "doppio sei") si riferisce a due diverse forme del gioco dell'oca giapponese, ovvero il ban-sugoroku (盤双六, "asse-sugoroku"), simile al backgammon, e l'e-sugoroku (絵双六, "pittura-sugoroku"), simile al gioco occidentale scale e serpenti.

## Ban-sugoroku
Il ban-sugoroku si gioca in modo simile ai giochi da tavolo occidentali. Ha la stessa posizione di partenza del backgammon, ma lo scopo e le regole di gioco sono differenti. Rispetto al backgammon moderno:
- I doppi non sono speciali. Se un giocatore ottiene il doppio, ogni dado conta comunque solo una volta.
- L'obiettivo è spostare tutti i propri uomini entro gli ultimi sei spazi del tabellone.
- Non esiste un cubo del raddoppio.
- "essere chiusi", cioè formare un numero primo di sei punti contigui con uno o più uomini avversari sulla traversa, è una vittoria automatica.

Si pensa che il gioco sia stato introdotto dalla Cina (dove era conosciuto con il nome di tsun-ki) in Giappone nel VI secolo.

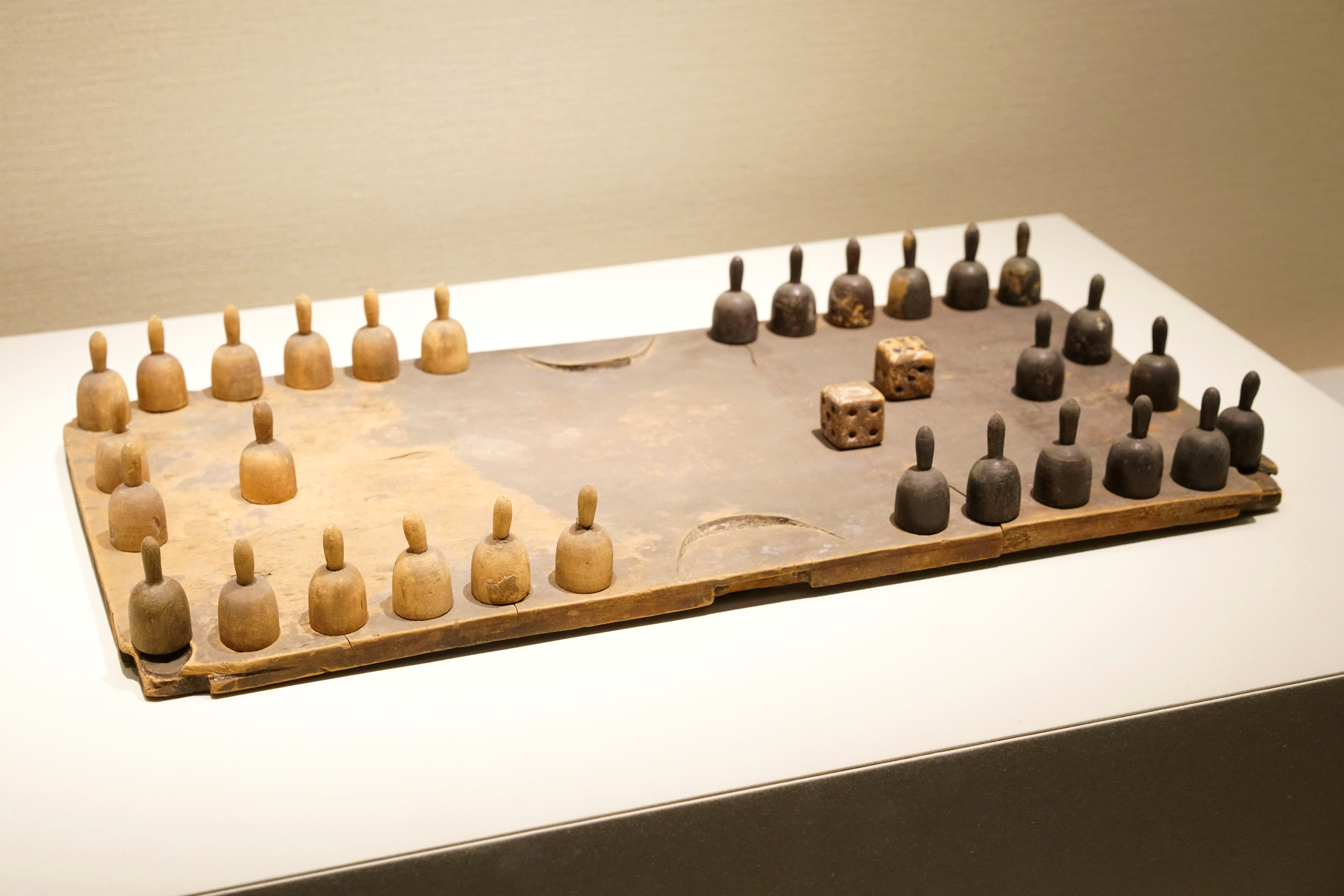
Una tavola e dei pezzi per giocare a sugoroku, dinastia Liao

Qui, nei secoli successivi, il gioco fu reso illegale diverse volte, soprattutto nel 689 e nel 754, in quanto considerato gioco d'azzardo.  Questa versione del sugoroku, assieme ad altri giochi d'azzardo, apparve frequentemente fino all'inizio del periodo Edo, quando nacque un nuovo gioco d'azzardo chiamato chō-han (丁半) che rimpiazzò il ban-sugoroku.
Questa variante risulta ormai estinta in Giappone e nella maggior parte degli altri paesi, in favore del backgammon moderno in stile occidentale (con cubo del raddoppio).

## E-sugoroku
Una forma di e-sugoroku più semplice, con regole simili a scale e serpenti, apparve già alla fine del XIII secolo e divenne popolare grazie all'economica tecnologia di stampa a blocchi di legno elaborata nel periodo Edo. Migliaia di variazioni di tavole sono state realizzate con immagini e temi riguardanti religione, politica, attori e persino erotismo. Nel periodo Meiji e in quelli successivi, questa variante godette di popolarità tanto da essere spesso inclusa nelle riviste per bambini. Poiché il termine ban-sugoroku è ormai obsoleto, oggi la parola sugoroku coincide quasi sempre con il significato di e-sugoroku.

## Altre varianti del sugoroku

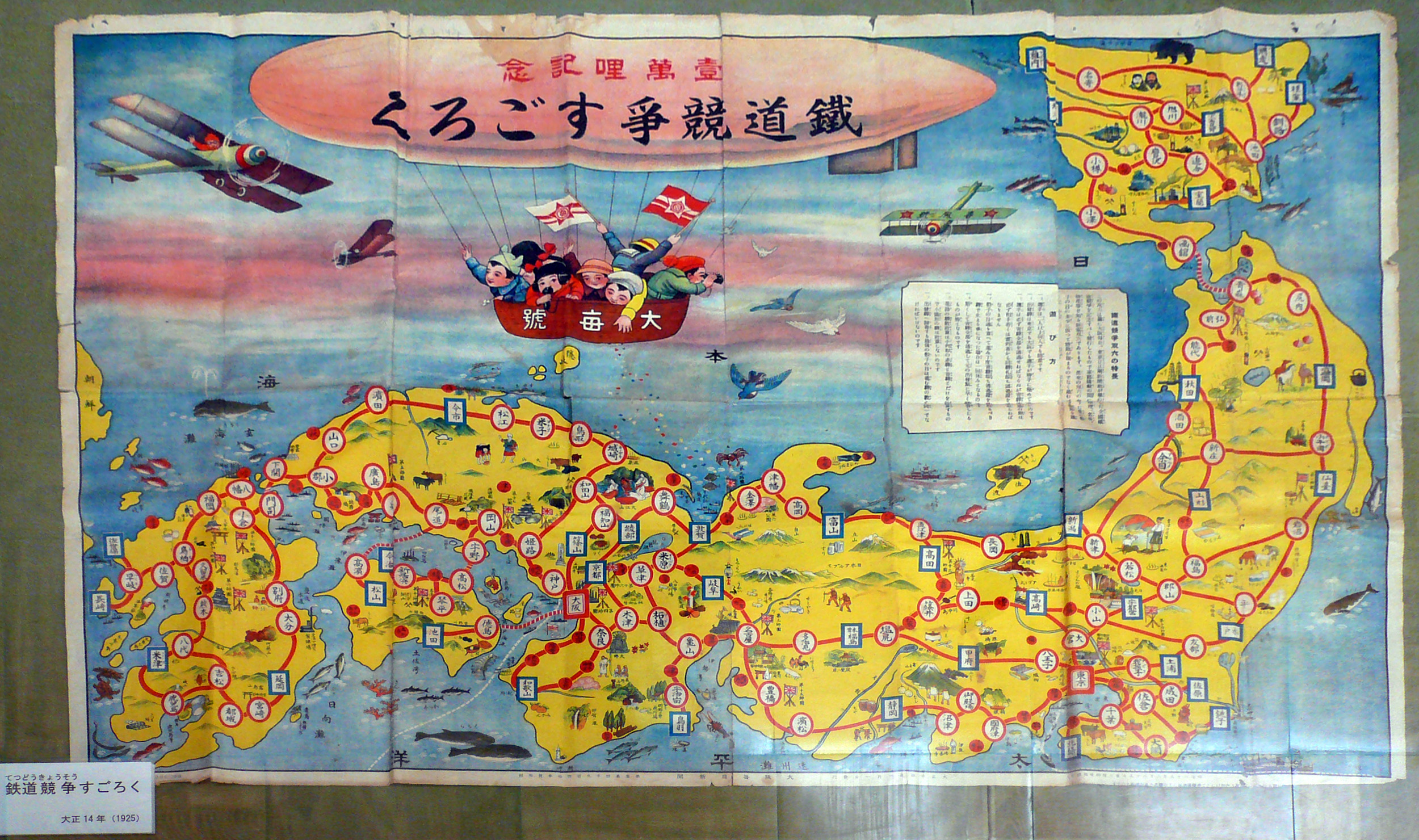
E-Sugoroku (1925)

Sono stati distribuiti molti videogiochi basati sull' e-sugoroku, come Kiteretsu daihyakka, Sugoroku Ginga Senki, Battle Hunter, Ganbare Goemon: Mononoke Sugoroku, Dokodemo Hamster 4: Doki Doki Sugoroku Daibouken!, Hello Kitty: Minna de Sugoroku, Gotouchi Hello Kitty Sugoroku Monogatari, Yu-Gi-Oh! Sugoroku's Board Game, Family Pirate Party, Hidamari sketch: Doko Demo Sugoroku x 365 e PictureBook Games: Pop-Up Pursuit.
Il videogioco Samurai Warriors 2 presenta un minigioco chiamato Sugoroku, ma somiglia molto poco alla versione tradizionale, avvicinandosi piuttosto a Itadaki Street, Wily & Right no RockBoard: That's Paradise o a una versione semplificata del Monopoly: i giocatori infatti si alternano nel muoversi su un tabellone, i cui spazi sono designati con i nomi di diversi territori del Giappone. Atterrando su uno spazio non occupato, il giocatore è in grado di acquistare quello spazio per una determinata quantità di denaro. Se un giocatore atterra su uno spazio acquistato da un altro, deve pagare una quota a quel giocatore, oppure può scegliere di sfidare il giocatore per il controllo di quello spazio (utilizzando il motore di gioco principale di Samurai Warriors 2 per giochi di sfida speciali). Sul tabellone sono presenti anche spazi "Santuario", che sono più o meno analoghi agli spazi Chance di Monopoly e Cassa della Comunità.
La serie Mario Party riflette molte caratteristiche dell'e-sugoroku.
Il gioco survival horror Kuon presenta un minigioco da sbloccare di nome ban-sugoroku.